# Gai Antoni el vell
Gai Antoni (en llatí: Caius Antonius) va ser un noble romà. Era pare d'Antoni l'orador. Formava part de la gens Antònia.
El seu nom apareix a diverses medalles. No consta que exercís cap magistratura però segurament en va desenvolupar alguna de les inferiors.